# 5 сентября
5 сентября — 248-й день года (249-й в високосные годы) по григорианскому календарю.
До конца года остаётся 117 дней.
До 15 октября 1582 года — 5 сентября по юлианскому календарю, с 15 октября 1582 года — 5 сентября по григорианскому календарю.
В XX и XXI веках соответствует 23 августа по юлианскому календарю.

## Праздники и памятные дни
См. также: Категория:Праздники 5 сентября

### Международные
- Международный день благотворительности.

### Национальные
- Индия — День учителя (день рождения Сарвепалли Радхакри́шнана).
- Казахстан — день казахского языка.

### Религиозные
Православие
 — Отдание праздника Успения Пресвятой Богородицы;
 — память мученика Луппа Солунского (Фессалоникийского) (ок. 306);
 — память священномученика Иринея, епископа Лионского (202);
 — память преподобных Евтихия, игумена (ок. 540), и Флорентия (547);
 — память святителя Каллиника I, патриарха Константинопольского (705);
 — память священномучеников Ефрема (Кузнецова), епископа Селенгинского, Иоанна Восторгова, пресвитера и мученика Николая Варжанского (1918);
 — память священномучеников Павла Гайдая и Иоанна Карабанова, пресвитеров (1937).
 Католицизм
- Память матери Терезы Калькутской.

### Именины

#### Православные
Дата дана по новому стилю.
Мужские: Волк, Ефрем, Иван, Ириней, Калиник, Лупп, Николай, Олтуфий, Павел, Флорент.

## События
См. также: Категория:События 5 сентября
- 1015 — по приказу Святополка Окаянного убит брат Глеб Владимирович, впоследствии причисленный к лику Святых, первых князей-страстотерпцев[5].

### XVII век
- 1661 — Арест суперинтенданта Николя Фуке в Нанте.
- 1666 — Закончился Великий лондонский пожар, продолжавшийся 3 дня. Сгорело около 10 тыс. зданий, при этом известно всего о 16 погибших.

### XVIII век
- 1755 — Английскими властями начата депортация французских поселенцев из Новой Шотландии (Канада).
- 1774 — Войска под командованием подполковника И. И. Михельсона нанесли решающее поражение силам Емельяна Пугачева у Солениковой ватаги.
- 1775 — Начата отливка памятника Петру I (Медного всадника), надзор за которой поручен литейщику Е. Хайлову.
- 1793 — Французский национальный конгресс установил Режим Террора для защиты революции.
- 1800 — Британия захватила Мальту.

### XIX век
- 1812 — взятие Шевардинского редута французами.
- 1827 — Учреждение в России Морского министерства.
- 1862 — английские аэронавты Глейшер и Коксвелл достигли на воздушном шаре рекордной для того времени высоты 9000 метров.
- 1882 — В Нью-Йорке рабочие совершили первую демонстрацию к Дню Труда.
- 1885 — На сервисной станции Джейка Гампера в США установлен первый бензиновый насос.

### XX век
- 1905 — Подписание Портсмутского договора, окончание русско-японской войны.
- 1915 — император Николай II принял на себя Верховное главнокомандование Русской армией, всеми сухопутными и морскими вооружёнными силами, находящимся на театре военных действий Первой мировой войны.
- 1918 — Совнарком России издал декрет о начале красного террора.
- 1927 — Образованы Чебоксарский и Мариинско-Посадский район Чувашии.
- 1929
  - ЦК ВКП(б) принял постановление «О мерах по упорядочению управления производством и установлению единоначалия». Данным постановлением устанавливаются сферы ответственности административного аппарата, фабзавкомов и партийных ячеек при управлении предприятиями.
  - Премьер Франции А. Бриан предложил объединение европейских государств в одно.
- 1939
  - США провозгласили нейтралитет во Второй мировой войне.
  - В Великобритании образовано Министерство информации.
- 1940 — В «Пионерской правде» начали печатать повесть Аркадия Гайдара «Тимур и его команда».
- 1941
  - Немецкие войска полностью оккупировали территорию Эстонии.
- 1945 — В Онтарио произведена первая в Канаде ядерная реакция.
- 1946 — Крупнейшее после «большого краха» 1929 года падение курса акций на нью-йоркской бирже.
- 1950 — В Сирии принята социалистическая конституция.
- 1958 — В США впервые опубликован роман Бориса Пастернака «Доктор Живаго».
- 1964 — Группа «The Animals» заняла первое место в американском хит-параде со своей версией песни «The House of the Rising Sun».
- 1967 — Объявлена амнистия крымских татар.
- 1971 — В Монреале начало вещание первое в Канаде франкоязычное частное телевидение.
- 1972 — Палестинская террористическая организация «Чёрный сентябрь» захватила команду Израиля во время Олимпийских игр в Мюнхене (см. Теракт на мюнхенской Олимпиаде).
- 1975 — столкновение поездов на станции Купавна (Московская область). 18 человек погибли, 33 ранены.
- 1977
  - Запущена автоматическая межпланетная станция «Вояджер-1».
  - В Кёльне группировкой RAF похищен немецкий бизнесмен и политик Ханнс Мартин Шлейер.
- 1978 — По предложению президента США Джимми Картера в Кэмп-Дэвиде начались переговоры между Египтом и Израилем.
- 1979 — В Канаде объявлено о выпусках золотой монеты для стимулирования золотодобывающей промышленности.
- 1980 — Самый длинный — 16-километровый — железнодорожный туннель открывается в Швейцарии.
- 1981 — Первая зафиксированная смерть жителя Азии от СПИДа.
- 1986 — В Австралии полностью отменили смертную казнь.
- 1990 — Компания IBM впервые анонсировала последовательный оптический интерфейс ESCON.
- 1991 — Съезд народных депутатов СССР принял Декларацию прав и свобод человека, а также постановления о подготовке и подписании Договора о Союзе суверенных государств и Закона об органах государственного управления в переходный период. Сам съезд сдаёт свои полномочия Госсовету и ещё не сформированному Верховному Совету.
- 1996 — Борис Ельцин по телевидению заявил о согласии на проведение операции на сердце.
- 1997
  - В Москве открыт памятник Петру I работы скульптора Зураба Церетели.
  - Столицей Олимпийских игр 2004 года избраны Афины.
- 1998 — Ким Ир Сен признан вечным президентом КНДР.

### XXI век
- 2005 — катастрофа Boeing 737 в Медане в Индонезии, 149 погибших.
- 2008 — правительство Никарагуа признало независимость Абхазии и Южной Осетии.
- 2009 — прогулочный катер «Илинден» перевернулся из-за перегрузки и затонул на Охридском озере в Македонии. Погибли 15 туристов из Болгарии[6].
- 2017 — нападение на школу в Ивантеевке.
- 2022
  - взрыв у российского посольства в Кабуле.
  - землетрясение в уезде Джагсамка, более 90 погибших

## Родились
См. также: Категория:Родившиеся 5 сентября

### До XIX века
- 1187 — Людовик VIII (ум. 1226), король Франции (1223—1226).
- 1568 — Томмазо Кампанелла (ум. 1639), итальянский философ.
- 1638 — Людовик XIV (ум. 1715), король Франции (1643—1715).
- 1722 — Фридрих Кристиан (ум. 1763), курфюрст Саксонии из династии Веттинов.
- 1733 — Кристоф Мартин Виланд (ум. 1813), немецкий писатель.
- 1735 — Иоганн Кристиан Бах (ум. 1782), композитор эпохи классицизма, сын Иоганна Себастьяна Баха.
- 1750 — Роберт Фергюссон (ум. 1774), шотландский поэт.
- 1774 — Каспар Давид Фридрих (ум. 1840), немецкий живописец.
- 1786 — граф Сергей Уваров (ум. 1855), русский государственный деятель, министр народного просвещения (1833—1849).
- 1791 — Джакомо Мейербер (Якоб Либман Бер; ум. 1864), немецкий и французский композитор, создатель стиля большой оперы.
- 1792 — Арман Дюфренуа (ум. 1857), французский геолог, минералог, член Французской академии наук.

### XIX век
- 1806 — Луи Жюшо де Ламорисьер (ум. 1865), французский генерал и политический деятель, военный министр Франции.
- 1817 — граф Алексей Константинович Толстой (ум. 1875), русский писатель, один из создателей Козьмы Пруткова.
- 1819 — Михаил Огарёв (ум. 1875), русский генерал, участник Туркестанских походов и Крымской войны.
- 1827 — Гоффредо Мамели (погиб 1849), итальянский поэт, автор текста национального гимна Италии.
- 1836 — Хустиниано Боргоньо (ум. 1921), перуанский военный и политический деятель, президент Перу (1894).
- 1847 — Джесси Джеймс (убит 1882), американский преступник.
- 1867 — Эми Бич (ум. 1944), американская пианистка и композитор.
- 1871 — Фридрих Акель (расстрелян 1941), эстонский государственный деятель.
- 1872 — Ахмет Байтурсынов (ум. 1937), казахский общественный и государственный деятель, просветитель, учёный-лингвист.
- 1876 — Вильгельм фон Лееб (ум. 1956), немецкий генерал-фельдмаршал, военный преступник.
- 1881 — лорд Генри Мейтленд Уилсон (ум. 1964), британский военачальник, фельдмаршал.
- 1883 — Мелвин Шеппард (ум. 1942), американский легкоатлет, 4-кратный олимпийский чемпион.
- 1888 — Сарвепалли Радхакришнан (ум. 1975), индийский общественный и государственный деятель, философ, второй президент Индии (1962—1967).
- 1897 — Моррис Карновски (ум. 1992), американский актёр театра и кино.

### XX век
- 1901 — Марио Шельба (ум. 1991), итальянский политик и государственный деятель, премьер-министр Италии (1954—1955).
- 1902
  - Дэррил Занук (ум. 1979), американский кинопродюсер, сценарист, режиссёр.
  - Иоанн Странник (наст. имя князь Дмитрий Алексеевич Шаховской; ум. 1989), архиепископ Сан-Франциско (1950—1974).
- 1905 — Артур Кёстлер (ум. 1983), английский писатель, журналист и философ; родом из Венгрии.
- 1908 — Жозуэ де Кастро (ум. 1973), бразильский и французский учёный и активист.
- 1912
  - Кристина Зёдербаум (ум. 2001), немецкая актриса шведского происхождения.
  - Джон Кейдж (ум. 1992), американский композитор-авангардист.
- 1929 — Андриян Николаев (ум. 2004), советский космонавт, дважды Герой Советского Союза.
- 1933 — Эрик Булатов, советский художник, один из основателей соц-арта.
- 1934 — Юрий Афанасьев (ум. 2015), советский и российский историк, политик, основатель, ректор (1991—2003) и президент (2003—2006) РГГУ.
- 1939
  - Джордж Лэзенби, австралийский киноактёр, один из исполнителей роли Джеймса Бонда.
  - Клей Регаццони (погиб в 2006), швейцарский автогонщик, вице-чемпион мира в классе «Формула-1» (1974).
- 1940 — Ракель Уэлч, американская актриса и модель, секс-символ 1970-х.
- 1942 — Вернер Херцог (наст. фамилия Стипетич), немецкий кинорежиссёр хорватского происхождения.
- 1946
  - Деннис Дуган, американский актёр-комик, кинорежиссёр.
  - Фредди Меркьюри (наст. имя Фаррух Булсара; ум. 1991), британский певец, автор песен, лидер группы Queen.
- 1948 — Михаил Швыдкой, российский деятель культуры, телеведущий и чиновник.
- 1951
  - Пауль Брайтнер, немецкий футболист, чемпион мира (1974) и Европы (1972).
  - Майкл Китон (наст. имя Майкл Джон Дуглас), американский киноактёр, лауреат премии «Золотой глобус».
- 1958 — Вячеслав Баранов (ум. 2012), советский и российский киноактёр, мастер дубляжа.
- 1961 — Марк-Андре Амлен, канадский пианист и композитор.
- 1964 — Сергей Лозница, украинский кинорежиссёр.
- 1965 — Дэвид Брэбем, австралийский автогонщик.
- 1969 — Леонардо (Леонардо Араужо), бразилильский футболист и спортивный менеджер, чемпион мира (1994).
- 1970 — Джонни Вегас, британский актёр и комик.
- 1973 — Роуз Макгоуэн, американская актриса кино и телевидения.
- 1976 — Карис ван Хаутен, нидерландская киноактриса.
- 1976 — Мишари Рашид аль-Афаси, кувейтский чтец Корана, имам.
- 1977
  - Назр Мохаммед, американский баскетболист, чемпион НБА (2005).
  - Хосеба Эчеберриа, испанский футболист и тренер.
- 1979
  - Джон Карью, норвежский футболист
  - Жюльен Лизеру, французский горнолыжник.
- 1981 — Даниэль Морено, испанский велогонщик.
- 1984
  - Юлия Пересильд, актриса театра и кино, заслуженная артистка России.
  - Крис Анкер Сёренсен (погиб 2021), датский велогонщик.
- 1988 — Фелипе Кайседо, эквадорский футболист.
- 1989 — Кэт Грэм, американская актриса, певица, модель.
- 1990 — Ким Ён А, южнокорейская фигуристка, олимпийская чемпионка (2010), двукратная чемпионка мира (2009, 2013).
- 1994 — Грегорио Пальтриньери, итальянский пловец, олимпийский чемпион, многократный чемпион мира.
- 1995 — Кэролайн Саншайн, американская актриса.
- 1996 — Сигрид (Сигрид Сольбакк Робе), норвежская певица.
- 1998 — Кэролайн Доулхайд, американская теннисистка.

### XXI век
- 2001 — Букайо Сака, английский футболист.

## Скончались
См. также: Категория:Умершие 5 сентября

### До XX века
- 1758 — Дмитрий Виноградов (р. 1720), химик, основоположник производства фарфора в России.
- 1803 — Пьер Шодерло Де Лакло (р. 1741), французский писатель.
- 1848 — Василий Стасов (р. 1769), русский архитектор.
- 1856 — Жозе да Силва Карвалью (р. 1782), португальский государственный деятель.
- 1857 — Огюст Конт (р. 1798), французский философ и социолог, родоначальник позитивизма и основоположник социологии как самостоятельной науки.
- 1863 — Иван Сахаров (р. 1807), книговед, библиофил, исследователь русского фольклора.
- 1865 — Александр Шиммельфениг (р. 1824), немецкий военный и политик, участник Гражданской войны в США.

### XX век
- 1902 — Рудольф Вирхов (р. 1821), немецкий патолог, первым описавший лейкемию.
- 1906 — Людвиг Больцман (р. 1844), австрийский физик, основоположник статистической физики и физической кинетики.
- 1917 — Мариан Смолуховский (р. 1872), польский физик-теоретик.
- 1918 — расстрелян Иван Восторгов (р. 1864), священник русской православной церкви, протоиерей, проповедник, миссионер, церковный писатель.
- 1919
  - расстрелян Александр Булыгин (р. 1851), российский государственный деятель, министр внутренних дел, член Госсовета.
  - погиб Василий Чапаев (р. 1887), герой Гражданской войны в России, начальник дивизии Красной армии.
- 1933 — погиб Пётр Баранов (р. 1892), советский военный и партийный деятель, начальник Военно-воздушных сил.
- 1964 — Евгений Беляев (р. 1895), советский арабист, автор трудов по истории ислама.
- 1970 — Илья Кибель (р. 1904), советский математик, гидромеханик и метеоролог.
- 1975 — Георг Отс (р. 1920), эстонский певец и актёр («Мистер Икс»), народный артист СССР.
- 1979 — Пьер Пуйяд (р. 1911), французский лётчик, в годы Второй мировой войны командир авиаполка «Нормандия — Неман».
- 1982 — Дуглас Роберт Бадер (р. 1910), английский лётчик-ас, воевавший будучи безногим.
- 1983 — Герберт Раппапорт (р. 1908), советский кинорежиссёр («Воздушный извозчик», «Александр Попов»).
- 1984 — Адам Малик (р. 1917), индонезийский политик и дипломат.
- 1987 — Александр Кибальников (р. 1912), советский скульптор, народный художник СССР.
- 1988 — Борис Смысловский (р. 1897), командир 1-й Русской национальной армии, созданной на территории Германии.
- 1990 — Анастасия Георгиевская (р. 1914), актриса театра и кино, народная артистка СССР.
- 1992 — Фриц Лейбер (р. 1910), американский писатель-фантаст.
- 1993
  - Зинаида Нарышкина (р. 1911), советская актриса театра и кино.
  - Вадим Поплавский (р. 1959), украинский актёр, комик, участник «Маски-шоу».
  - Юлиан Семёнов (р. 1931), русский советский писатель, автор политических детективов.
  - Анастасия Цветаева (р. 1894), русская советская поэтесса, младшая сестра Марины Цветаевой.
- 1994 — Валентин Левашов (р. 1915), композитор, хоровой дирижёр, народный артист СССР.
- 1997
  - Мать Тереза (настоящее имя Агнес Гонджа Бояджиу; р. 1910), религиозная деятельница албанского происхождения, лауреат Нобелевской премии мира (1979).
  - Георг Шолти (р. 1912), венгерский и английский дирижёр еврейского происхождения.
- 1999 — Леонид Седов (р. 1907), советский и российский физик, механик, математик, академик, Герой Социалистического Труда.

### XXI век
- 2003 — Кир Булычёв (настоящее имя Игорь Всеволодович Можейко; р. 1934), советский писатель-фантаст.
- 2006 — Харальд Брайнин (р. 1923), австрийский поэт, писатель и журналист.
- 2007 — Татьяна Елизаренкова (р. 1929), советский и российский лингвист и переводчик, специалист по ведийской культуре.
- 2015 — Сэцуко Хара (р. 1920), японская актриса.
- 2017 — Николас Бломберген (р. 1920), американский физик нидерландского происхождения, нобелевский лауреат (1981).
- 2020 — Иржи Менцель (р. 1938), чехословацкий и чешский кинорежиссёр, актёр, сценарист.
- 2024 — Александр Резанов (р. 1948), советский гандболист, тренер. Олимпийский чемпион (1976) и серебряный призёр чемпионата мира (1978).

## Приметы
- Лупп Брусничник.
- Луппенские заморозки.
- На Луппа льны лупят.
- Коли брусника поспела, так и овёс дошёл.
- Если на Луппа полетели на юг журавли — жди ранней зимы.
- Коль журавли на Луппа полетят низко, то зима будет тёплая, высоко — морозная[7].